# American (fiume)

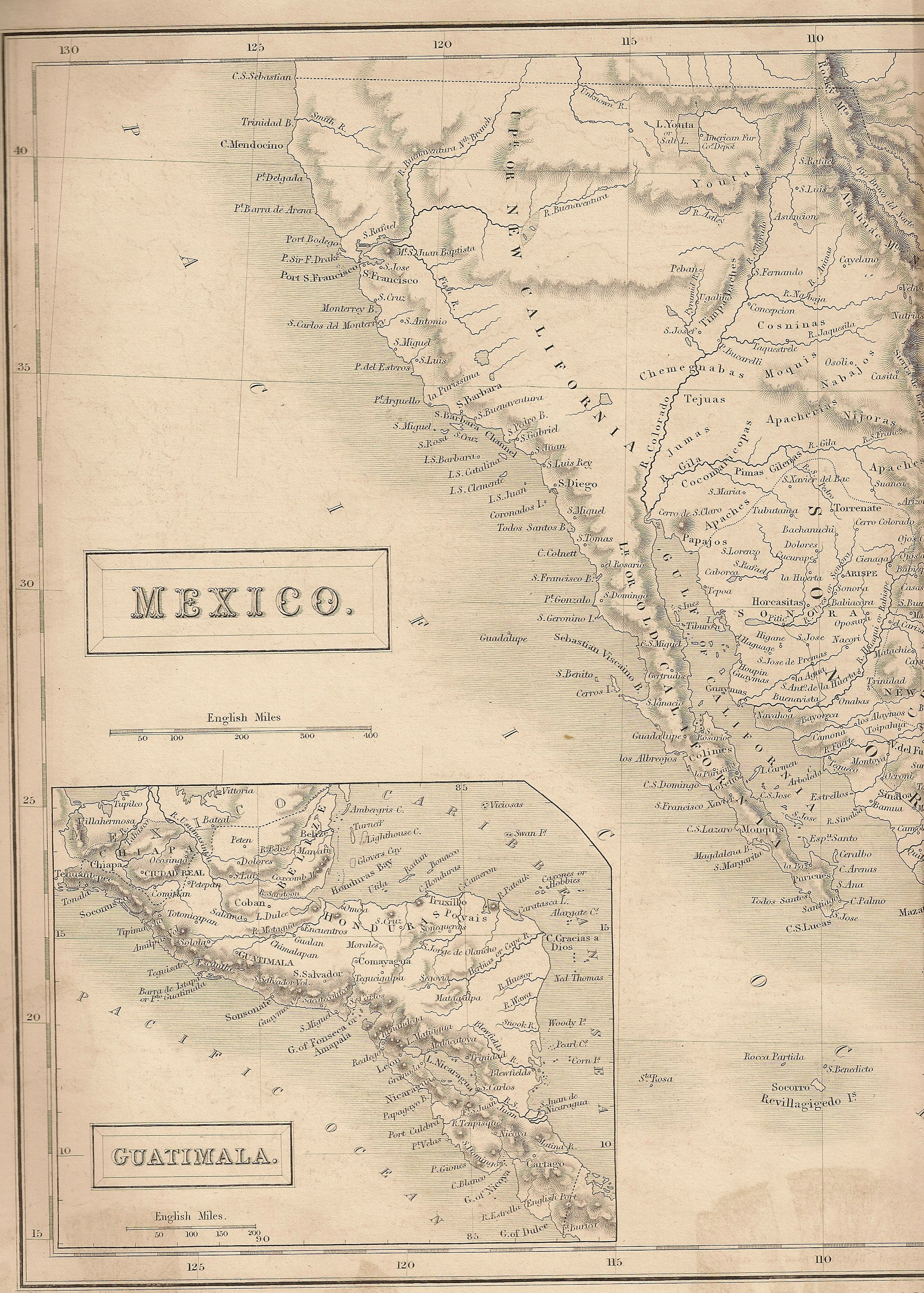
Mappa del 1838 dall'Enciclopedia Britannica 7ª edizione, quando il fiume era chiamato Buenaventura River.

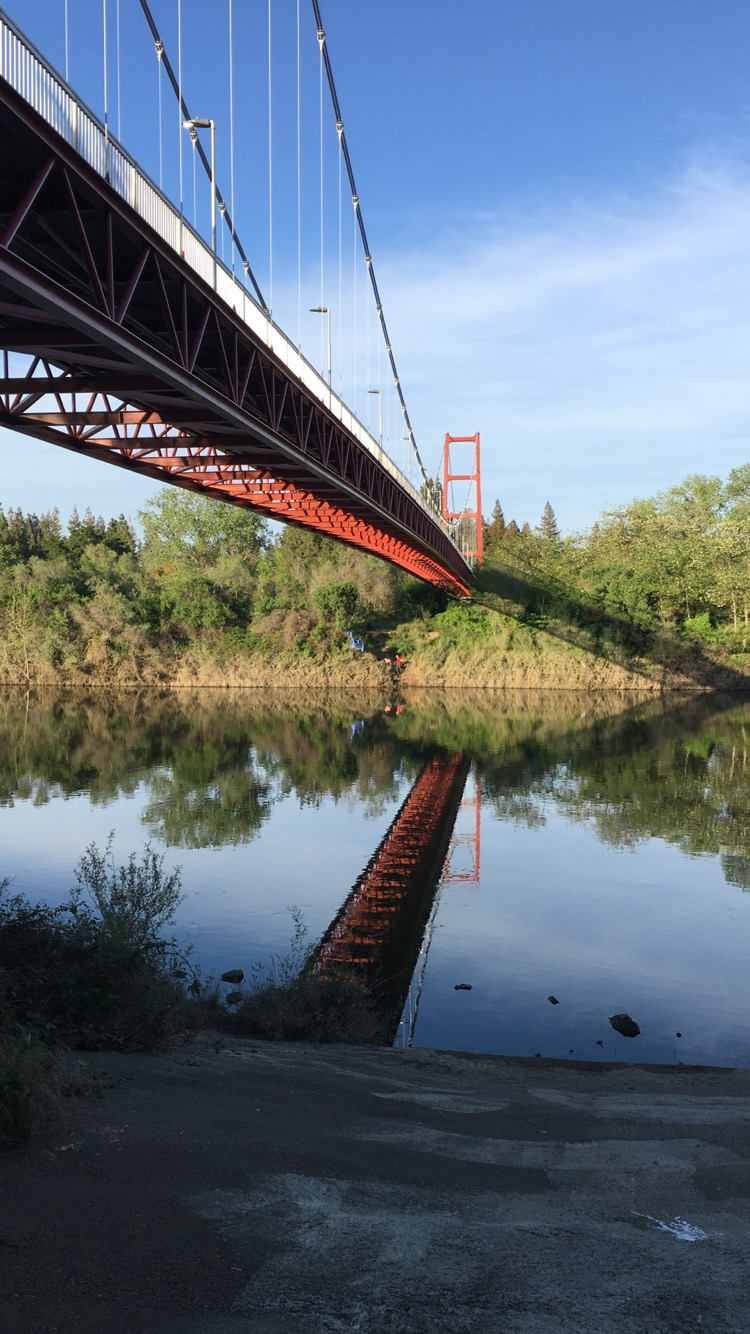
Vista del fiume American da sotto il Guy West Bridge nel campus dello stato di Sacramento

L'American (in spagnolo Río de los Americanos) è un fiume della California, lungo circa 48 km., che scorre dalla catena montuosa della Sierra Nevada alla sua confluenza con il fiume Sacramento nella valle del Sacramento. Attraverso il fiume Sacramento, fa parte dello spartiacque della baia di San Francisco. Questo fiume è alimentato dallo scioglimento delle nevi della Sierra Nevada e dai suoi numerosi bacini e affluenti, tra cui l'American della biforcazione nord, l'American della biforcazione centrale e l'American della biforcazione sud.
L'American è noto per la scoperta dell'oro a Coloma, nel 1848, che iniziò la California Gold Rush e contribuì all'insediamento su larga scala, degli immigrati europei in California. Oggi, il fiume ha ancora acqua di alta qualità ed è la principale fonte di acqua potabile per la città di Sacramento. Il corso del fiume è stato oggetto di importanti opere idrauliche di regimazione per il controllo delle inondazioni, per l'irrigazione e la produzione di energia idroelettrica. Lo spartiacque del fiume supporta ecosistemi mediterranei, temperati e montani ed è la dimora di una vasta gamma di pesci e animali selvatici.

## Storia
I popoli Maidu, Miwok, Nisenan e Wintun abitarono il fiume American, vicino all'attuale Sacramento, per almeno 5.000 anni prima che gli spagnoli e gli americani si insediassero nella regione, anche se si ritiene che gli insediamenti umani nel nord della California risalgano a 12.000 anni addietro. Utilizzarono la grande quantità di risorse del fiume prima che arrivassero gli europei alla fine del XVIII secolo. Il Nisenan chiamò il fiume Kum Mayo, che significa "fiume circolare".
L'esploratore spagnolo Gabriel Moraga chiamò il fiume Rio de las Llagas ("fiume della paura"), quando attraversò la zona nei primi anni del 1800, forse a causa di relazioni ostili con le popolazioni autoctone locali. Un altro membro della spedizione registrò il nome come Rio de los Lagos ("fiume dei laghi") che potrebbe essere stato o meno un errore, poiché in quei tempi l'area della Central Valley che circondava il fiume ospitava vaste paludi, che avrebbero dato al fiume l'aspetto di una serie di laghi.
Durante gli anni 1820, Jedediah Smith guidò una spedizione sul fiume con l'obiettivo di trovare una via sicura attraverso la Sierra Nevada. Dopo un tentativo fallito di attraversare le montagne attraverso la biforcazione sud dell'American, il gruppo di Smith riuscì ad attraversare via Ebbetts Pass sulle sorgenti del fiume Stanislaus, diventando i primi non nativi americani a farlo. In onore di Smith, i coloni spagnoli e i nativi americani chiamarono il fiume Rio de los Americanos ("fiume degli americani"). Durante questo periodo, l'Alta California faceva parte della Nuova Spagna; tuttavia nel 1822, il Messico ottenne l'indipendenza dalla Spagna e prese il controllo della California.
Nel 1830, i cacciatori di pellicce della Hudson's Bay Company (HBC) visitarono l'area per intrappolare castori e lontre. Durante una di queste spedizioni, furono introdotti accidentalmente tra i nativi americani locali il vaiolo o la malaria. Poiché non avevano immunità naturale alle malattie del Vecchio Mondo, secondo alcune fonti morì fino al 70% della popolazione indigena. I nativi sopravvissuti divennero ostili verso i coloni e i commercianti europei, per un po' di tempo, e impedirono all'HBC di stabilire un avamposto permanente.
Nel 1839, l'immigrato svizzero John Sutter fondò l'insediamento detto Nuova Svizzera sul fiume American, vicino all'attuale sede del centro di Sacramento. Nel 1848, in seguito alla guerra messico-statunitense, la California fu ceduta agli Stati Uniti con il Trattato di Guadalupe Hidalgo. Poche settimane dopo, James W. Marshall, un impiegato di Sutter, scoprì l'oro sulla biforcazione sud, dando inizio alla California Gold Rush.
Sebbene i minatori in cerca di oro lavorassero su tutte e tre le biforcazioni del fiume, quella sud deteneva i depositi più ricchi. Tuttavia, mentre veniva sfruttato l'oro più facilmente accessibile, le grandi imprese usavano l'estrazione idraulica per accedere all'oro sepolto più in profondità nel terreno. Sfortunatamente, questa pratica mineraria spazzò via intere montagne e inquinò pesantemente tutti i corsi d'acqua, incluso il fiume American.
Durante la grande inondazione del 1862 l'American inondò massicciamente la zona, mettendo sott'acqua gran parte della città di Sacramento per tre mesi. Il neoeletto governatore Leland Stanford dovette recarsi all'inaugurazione in barca a remi; poco dopo, il governo statale si trasferì temporaneamente a San Francisco. Un contributo significativo al danno provocato dall'alluvione venne dato dai detriti provenienti dall'estrazione idraulica, che avevano ostruito il canale fluviale e ridotto la sua capacità di drenare le acque alluvionali. In risposta, la città di Sacramento intraprese un massiccio progetto per innalzare le sue strade e i suoi edifici fino a 2,9 metri sul livello del fiume. Molti dei marciapiedi originali e i primi piani degli edifici sono rimasti come spazi sotterranei sotto le strade di oggi.
L'American inferiore è stato uno dei sette fiumi della California ad ottenere la denominazione "Fiume ricreativo" ai sensi sia del California Wild e Scenic Rivers Act (1972) che del National Wild and Scenic Rivers Act (1980). Questo status fornisce riconoscimento statale e nazionale per proteggere gli straordinari valori scenografici, ittici e faunistici, storici, culturali e ricreativi del fiume.

## Geografia
L'American è alimentato dalle sue biforcazioni nord, centrale e sud, che si trovano rispettivamente nella Contea di El Dorado, in quella di Placer e in quella di Sacramento. Le tre biforcazioni del fiume hanno origine nelle foreste nazionali di Tahoe ed Eldorado. La biforcazione nord e centrale si uniscono vicino ad Auburn e continuano a valle come biforcazione nord, sebbene quella centrale trasporti un volume maggiore di acqua. Le biforcazioni nord e sud si uniscono nel lago Folsom. Tutte e tre le biforcazioni sono famose per i loro canyon verdeggianti, le creste boscose, le imponenti formazioni rocciose, i sentieri, i turisti invernali che si avventurano tra le vette innevate, la pesca e il rafting in acque bianche. Ci sono varie specie di pesci che vivono all'interno del fiume come salmone reale e trota arcobaleno.
Le sorgenti del fiume American si trovano lungo circa 80 km nella Sierra Crest del Monte Lincoln, nel nord, dove confinano con i bacini idrografici del South Yuba e del fiume Truckee, al lago Winnemucca nel deserto di Mokelumne, dove incontra gli spartiacque dei fiumi Mokelumne e Carson. Le terre ad est del bacino idrografico del fiume American dividono il drenaggio nel lago Tahoe, che sfocia nel fiume Truckee. Nella maggior parte degli anni, nella Sierra Nevada si accumula un significativo manto nevoso che fornisce acqua durante le estati calde e asciutte. Negli inverni più caldi, invece, gran parte delle precipitazioni può cadere sotto forma di pioggia, causando inondazioni, ma con conseguente riduzione dei flussi estivi a causa della mancanza di neve. A causa delle condizioni meteorologiche altamente variabili della California, i volumi di deflusso nell'American possono aumentare e diminuire drasticamente da un anno all'altro.

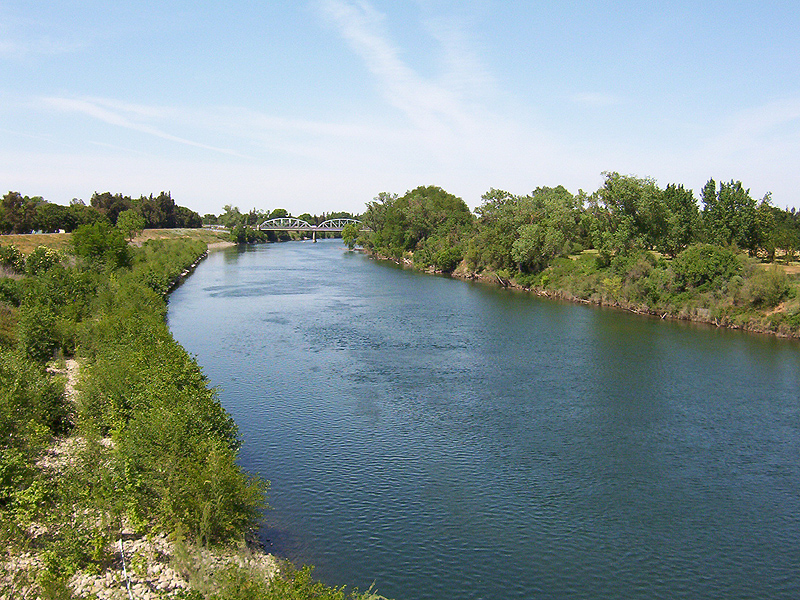
L'American visto dal campus della California State University, Sacramento

Sotto la diga di Folsom, il fiume attraversa un'area urbanizzata ma è tamponato da un parco, l'American River Parkway. Con pesca e rafting per famiglie, piste ciclabili asfaltate e percorsi multiuso, percorre 49,2 km dal lago Folsom alla confluenza con il fiume Sacramento. L'American River Parkway incorpora lo storico Leidesdorff Ranch, di 140 km2, con allevamento di bovini e coltivazione di grano alimentare di proprietà del "padre fondatore africano della California". Lo Jedediah Smith Memorial Trail, una tortuosa, ininterrotta pista ciclabile di 51 km., abbraccia la riva del fiume dal Vecchio Sacramento al lago Folsom. Il sentiero fu denominato in onore di Jedediah Smith e dei suoi uomini, che si accamparono e cacciarono lungo le sue sponde nel 1828.

### Biforcazione nord

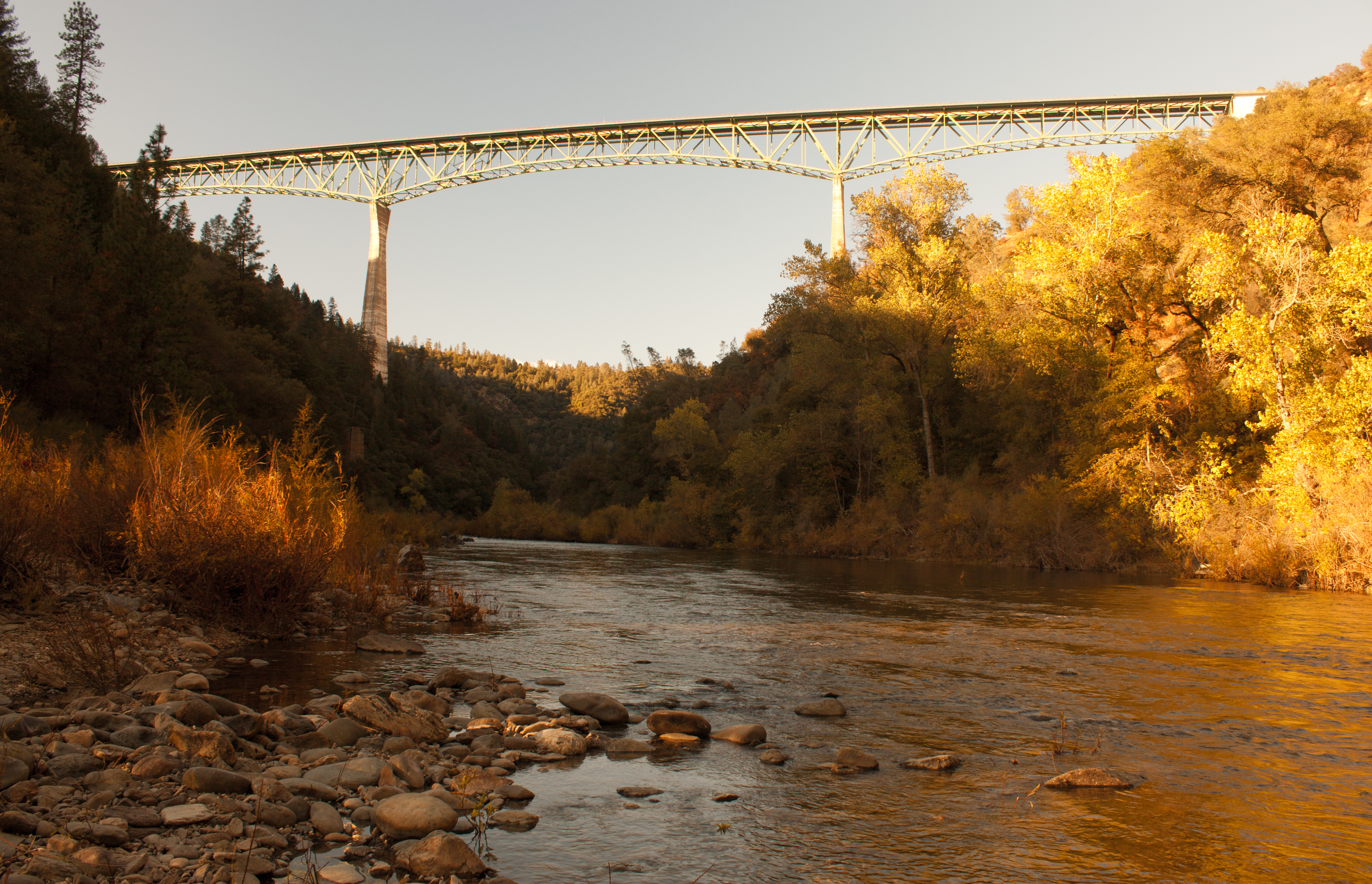
Biforcazione nord a Foresthill Bridge

La biforcazione nord è il più lungo affluente del fiume American, lungo 142 km. Inizia a un'altitudine di circa 2400 metri, vicino al lago Tahoe nella contea di Placer sul lago Mountain Meadow, appena a nord-est di Granite Chief e immediatamente a ovest della stazione sciistica di Squaw Valley. Scorre verso ovest attraverso remote aree selvagge.
La biforcazione nord e i suoi affluenti offrono uno degli habitat più biologicamente diversi del Nordamerica. Presenta panoramici percorsi multiuso lungo creste boscose e corridoi ripariali. Scorre liberamente fino a raggiungere la North Fork Dam, che è stata costruita per contenere i detriti minerari. Questa diga crea il piccolo lago Clementine appena a nord del ponte Foresthill e a monte della confluenza con la biforcazione centrale ad Auburn. Sotto la confluenza, la biforcazione nord continua per diversi chilometri fino a raggiungere il lago Folsom. Sia la biforcazione nord che quella centrale presentano siti archeologici e storici dell'antica cultura dei nativi americani e abitazioni della corsa all'oro del 1850.

### Biforcazione centrale

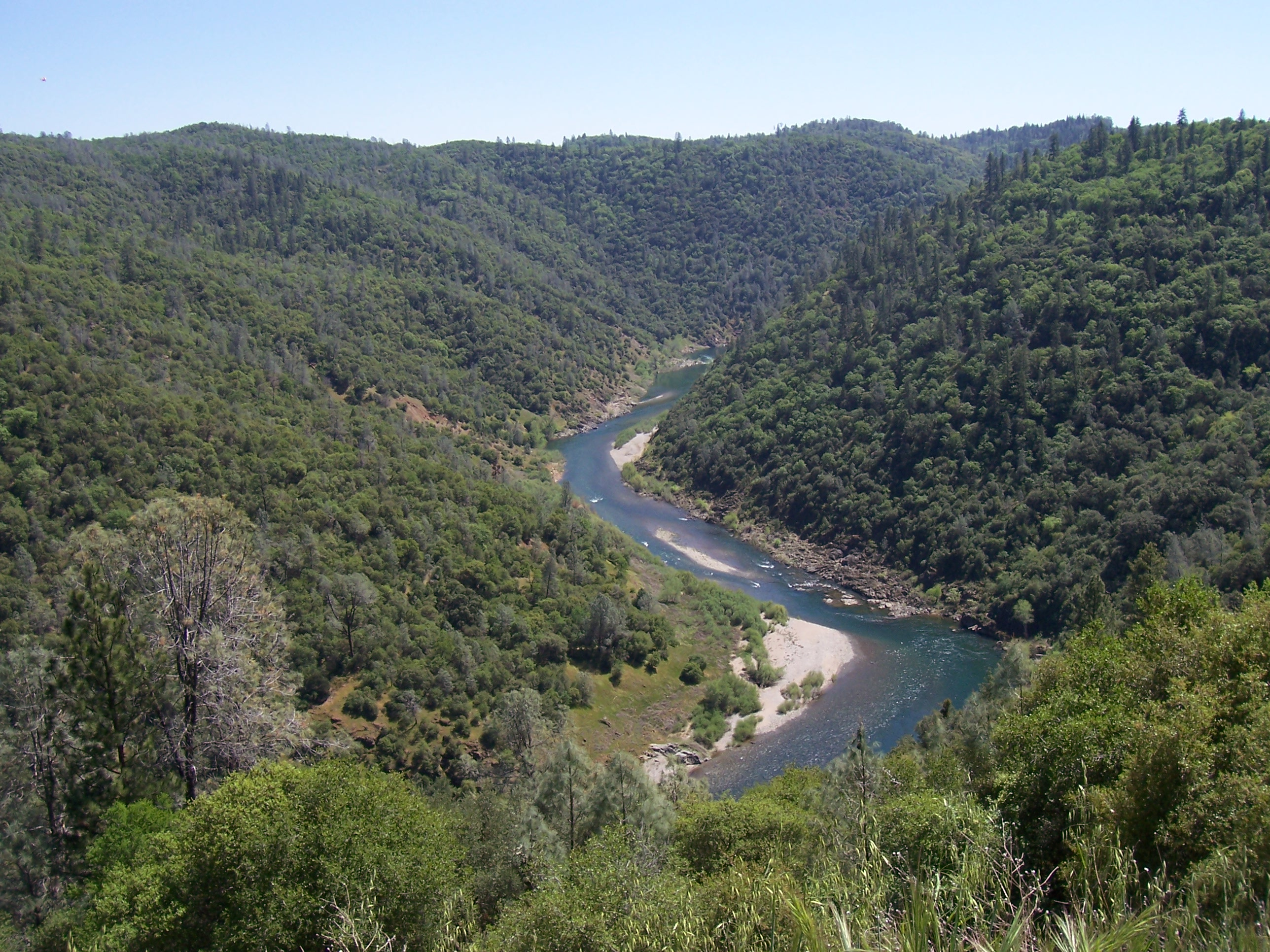
Canyon della biforcazione centrale

La biforcazione centrale è lunga 100 km. Ha origine a soli 2,7 km dalla sorgente della biforcazione nord sulla parete sud del Granite Chief, tra la cima e il Passo dell'Emigrante. È caratterizzata da canyon ripidi, in qualche modo più ampi, intervallati da bacini, cascate e tranquille aree ripariali. La biforcazione centrale è ampiamente utilizzata per attività ricreative sia motorizzate che non, tra cui pesca, avventure in acque bianche, ciclismo (montagna e strada), equitazione, corsa in montagna ed escursionismo. Contiene aree utilizzate per la generazione idroelettrica, l'estrazione mineraria e la coltivazione e raccolta del legname. La biforcazione centrale fa parte dell'Area ricreativa Auburn State. Il Western States Trail ospita numerosi eventi annuali di resistenza, tra cui il giro a cavallo della Tevis Cup e il famoso Western Trail 100-Mile Trail Run degli Stati Uniti, entrambi con inizio a Squaw Valley e conclusione ad Auburn attraverso remote strade selvagge.

### Biforcazione sud

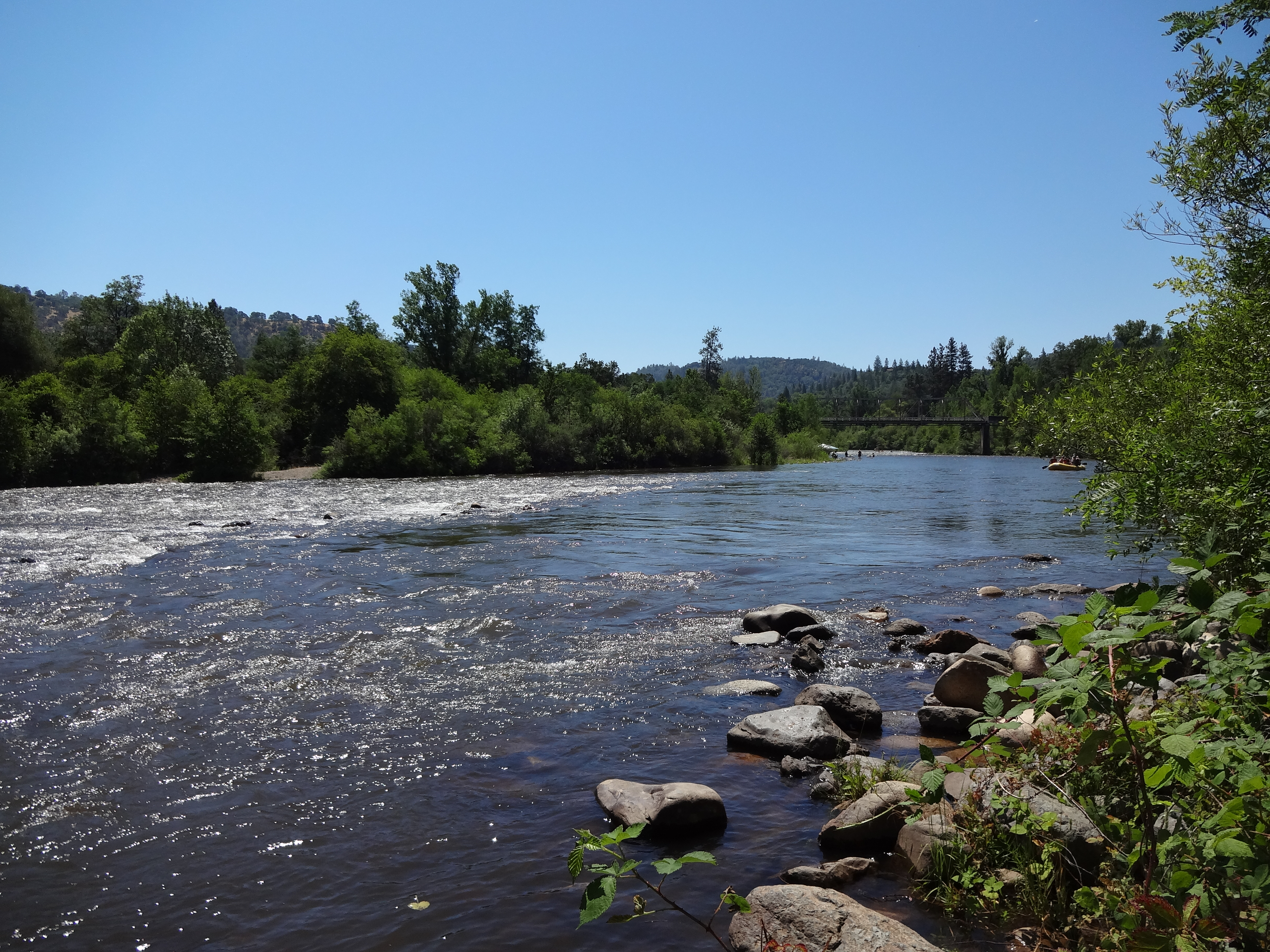
Biforcazione sud presso Sutter's Mill

La biforcazione sud è lunga 140 km. Ha origine nella cima Echo vicino al lago Echo a sud del lago Tahoe nella contea di El Dorado, appena a sud di dove la US Route 50 fa una curva acuta verso nord per scendere nella valle di Tahoe. La biforcazione sud ha aree ricreative multiuso, tra cui il Rubicon Trail per avventure motorizzate e luoghi di rafting in acque bianche. Ospita anche la storica città di Coloma, dove ebbe inizio la California Gold Rush nel 1848. La pesca alla trota e la panoramica dell'oro ricreativo sono attività popolari sulla biforcazione sud.
Il Silver Fork American River è lungo 32 km ed è affluente della biforcazione sud, che ha origine a Silver Fork Lake

## Flora e fauna
Lo spartiacque del fiume American attraversa più zone climatiche a causa della vasta gamma di altitudini. Il clima della bassa valle del fiume è quello della prateria mediterranea e temperata. La Contea di Sacramento, in particolare, dove si trova il ramo principale del fiume, è nota per i suoi inverni freddi e le estati calde, con precipitazioni medio basse. Le biforcazioni nord, centrale e sud hanno origine nelle zone alpine lungo la cresta della Sierra e scorrono attraverso foreste di conifere subalpine, montane e temperate. Ai piedi, prevalgono boschi di querce e prati.
La regione è soggetta a condizioni di siccità stagionali, poiché circa il 90% delle precipitazioni cade, sotto forma di pioggia e neve, tra i mesi di novembre ed aprile. Gran parte della Central Valley era storicamente zone umida e ha un terreno estremamente fertile; oggi, la stragrande maggioranza delle zone umide è stata convertita ad agricoltura o aree urbane. La maggior parte delle restanti zone umide, ecosistemi ripariali e acquatici sono limitate allo stretto corridoio lungo il fiume.
Lungo il fiume c'è un'abbondanza di flora e fauna che crea un ecosistema immensamente diversificato. Le piante autoctone, lungo l'American River Parkway, sono adattate al clima mediterraneo, sono resistenti alla siccità e aiutano a sostenere un ecosistema equilibrato e sano. Nell'ecosistema del fiume sono state introdotte specie non native e talvolta invasive. Queste specie esotiche non hanno predatori naturali e combattono con specie autoctone per sole, spazio e sostanze nutritive, causando notevoli problemi alla vita delle piante autoctone e all'intera biodiversità. L'American River Parkway Foundation, in collaborazione con Sacramento County Parks, gestisce le piante invasive sul fiume American.
Quattordici gruppi di spartiacque ambientali hanno dimostrato di essere attivi nell'Upper American River Watershed dall'Adopt A Watershed Program della US EPA.  

Sono presenti oltre 40 specie di pesci nativi e non nativi nel fiume American, tra cui:
- Trota iridea
- Trota fario
- Salmone Chinook (reale)
- Salmone Coho (argento)
- Bassi a strisce
- Shad americano
- Trota iridea di Steelhead
- Catostomus occidentalis
- Carpa
- pesce rosso
- Squawfish Sacramento
- Pesce persico
- Riffle sculpin[17]

 La fauna selvatica nel bacino del fiume American comprende: 
- cervo
- coyote
- procione
- gufo
- falco
- aquila
- scoiattolo
- castoro
- coniglio
- lontra di fiume
- Oltre 100 specie di uccelli[18]

 Le piante invasive sul fiume American includono: 
- Sesbania rossa (Sesbania punicea)
- Scopa spagnola (Spartium junceum)
- Scopa francese (Genista monspessulana)
- Canna gigante (Arundo donax)
- Erba della Pampas (Cortaderia selloana)
- Sego cinese (Triadica sebifera)
- Oleandro (Nerium oleander)
- Cardo stellato giallo (Centurea solstitialis)
- Stinkwort (Dittrichia graveolens)
- Cardo mariano (Silybum marianum)
- Albero di Catalpa (Catalpa bignonioides)
- Albero del paradiso cinese (Ailanthus altissima)
- Pyracantha (Pyracantha sp.)
- Tamarisco (Tamarix sp.)

 Le piante autoctone includono: 
- California buckeye (Aesculus californica)
- Cenere dell'Oregon (Fraxinus latifolia)
- (Nord) California noce nero (Juglans californica)
- Pino pedemontano (Pinus sabiniana)
- Sicomoro occidentale (Platanus racemosa)
- Freemont cottonwood (Populus freemontii)
- Quercia blu (Quercus douglasii)
- Quercia della valle (Quercus lobata)
- Quercia Oracle (Quercus morehus)
- Rovere vivo (Quercus wislizenii)
- California pipe vine (Aristolchia californica)
- Pennello di coyote (Baccharis pilularis)
- Grasso mulo (Baccharis salicifolia)
- Pennello Buck (Ceanothus cuneatus)
- Redbud occidentale (Cercis occidentalis)
- Virgin's Bower (Clematis ligusticifolia)
- Toyon (Heteromeles arbutifolia)
- Bush lupino (Lupinus albifrons)
- Cetriolo selvatico (Marah fabaceus)
- Bush monkeyflower (Mimulus aurantiacus)
- Menta Coyote (Monardella villosa)
- Erba di cervo (Muhlenbergia rigens)
- Aguglia viola (Nasella pulchra)
- Bush penstemon (Penstemon breviforus)
- California coffeeberry (Rhamnus californica Tomentella)
- Coffeeberry di Hollyleaf (Rhamnus crocea Ilicifolia)
- California Wild Rose (Rosa californica)

## Modifiche al fiume

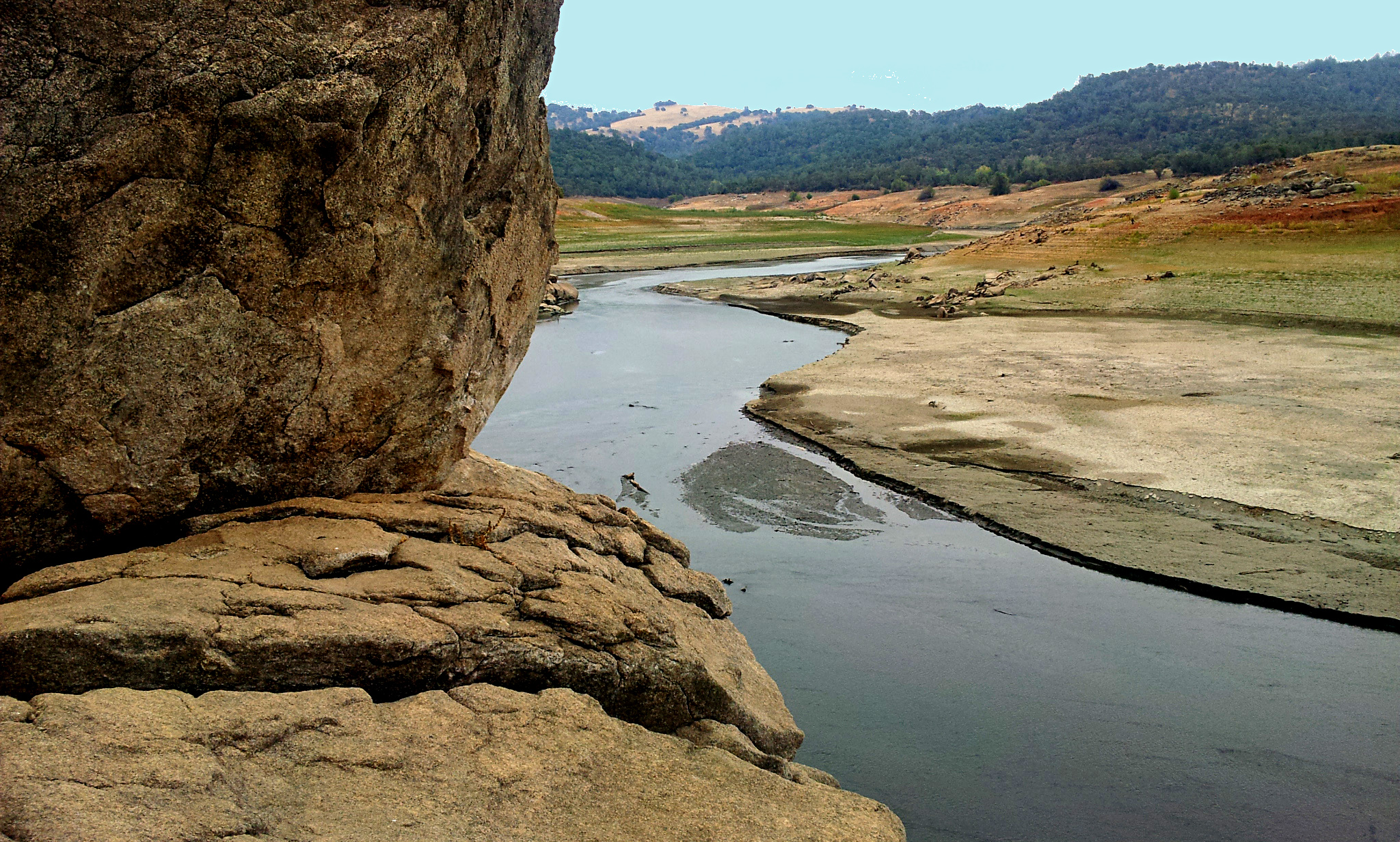
Biforcazione nord del fiume American

Storicamente, il fiume American, come molti altri fiumi della California, è stato modificato dalle dighe deostruite dai castori, fino a quando i cacciatori europei hanno rimosso molti dei castori dal loro habitat nativo per procurarsi la loro pelliccia. Poiché la corsa all'oro della California era concentrata in un'area che includeva il bacino del fiume, fu uno dei primi fiumi della California ad essere popolato, a partire dal Leidesdorff Ranch, di proprietà di William Leidesdorff. L'acqua era utilizzata per azionare i mulini. I cercatori d'oro dragavano il letto del fiume e costruivano dighe di diversione per l'estrazione idraulica. L'attività estrattiva causò l'accumulo di sedimenti e rifiuti di mercurio nei fiumi. La Natoma Company completò la sua centrale elettrica a Folsom nel 1895 e iniziò a fornire energia, a 35 km di distanza, alla città di Sacramento per alimentare un sistema di tram.
La grande inondazione della zona di Sacramento portò alla richiesta di una grande diga sul fiume American entro la fine del XIX secolo. Nel corso del XX secolo, il fiume è stato ampiamente sviluppato per il controllo delle inondazioni, la produzione di energia idroelettrica e l'irrigazione. La diga di Folsom è la principale struttura di controllo delle inondazioni per la città di Sacramento. Le numerose dighe idroelettriche, a monte delle biforcazioni centrale e sud, non sono vincolate dai requisiti di controllo delle inondazioni, ma piuttosto, dalle esigenze di elettricità e di approvvigionamento idrico.

### Progetto Central Valley
La diga di Folsom fu costruita nel 1955, come parte principale del Progetto Central Valley, dal Corpo degli Ingegneri dell'Esercito, ed è gestita dall'Ufficio di Bonifica. La struttura del terrapieno, in cemento e terra, è lunga più di 8 km e crea il lago Folsom, 1,4 km3 di acqua quando è pieno. La diga è una struttura polifunzionale che funge da serbatoio per il controllo delle inondazioni, l'irrigazione, l'uso domestico e industriale, nonché la generazione di energia idroelettrica, la ricreazione e l'habitat dei pesci e della fauna selvatica. La diga di Nimbus è a 11 km a valle della diga di Folsom e aiuta a stabilizzare i picchi di potenza dalla diga di Folsom e a deviare l'acqua nel canale sud di Folsom per l'irrigazione.

### Progetto American superiore
Otto centrali idroelettriche sulla biforcazione sud sono gestite dal Sacramento Municipal Utility District (SMUD) come Upper River Project. Questi impianti sono alimentati da una serie di bacini tra cui il Loon Lake, l'Ice House Reservoir e l'Union Valley Reservoir. Ad eccezione del lago Folsom, l'Union Valley è il più grande bacino idrografico del fiume American, con una capacità di 0,342 km3 di acqua. L'Upper American River Project produce 1,8 miliardi di chilowattora in un anno medio, abbastanza per circa il 20% del fabbisogno di elettricità di Sacramento. Gli impianti SMUD sono gestiti su una base di picco, sebbene i requisiti per il canottaggio ricreativo e il flusso ambientale ne limitino leggermente il funzionamento.
Numerose centrali idroelettriche si trovano più a valle sulla diramazione sud. Sebbene non siano gestite da SMUD, dipendono dagli scarichi dai bacini SMUD per generare elettricità. Il distretto dell'irrigazione El Dorado possiede la Akin Powerhouse e la Pacific Gas and Electric Company possiede la Chili Bar Powerhouse. Il Rock Creek Powerhouse è di proprietà di Sithe Energies.

### Progetto biforcazione centrale
La Placer County Water Agency gestisce cinque centrali idroelettriche su sezioni remote della diramazione centrale come Progetto Middle Fork, i cui serbatoi primari sono situati nel French Meadows Reservoir e Hell Hole Reservoir. Il progetto diramazione centrale genera 1,03 miliardi di chilowattora ogni anno e fornisce anche 0,15 km3 di approvvigionamento idrico domestico.

## Progetti di conservazione e restauro

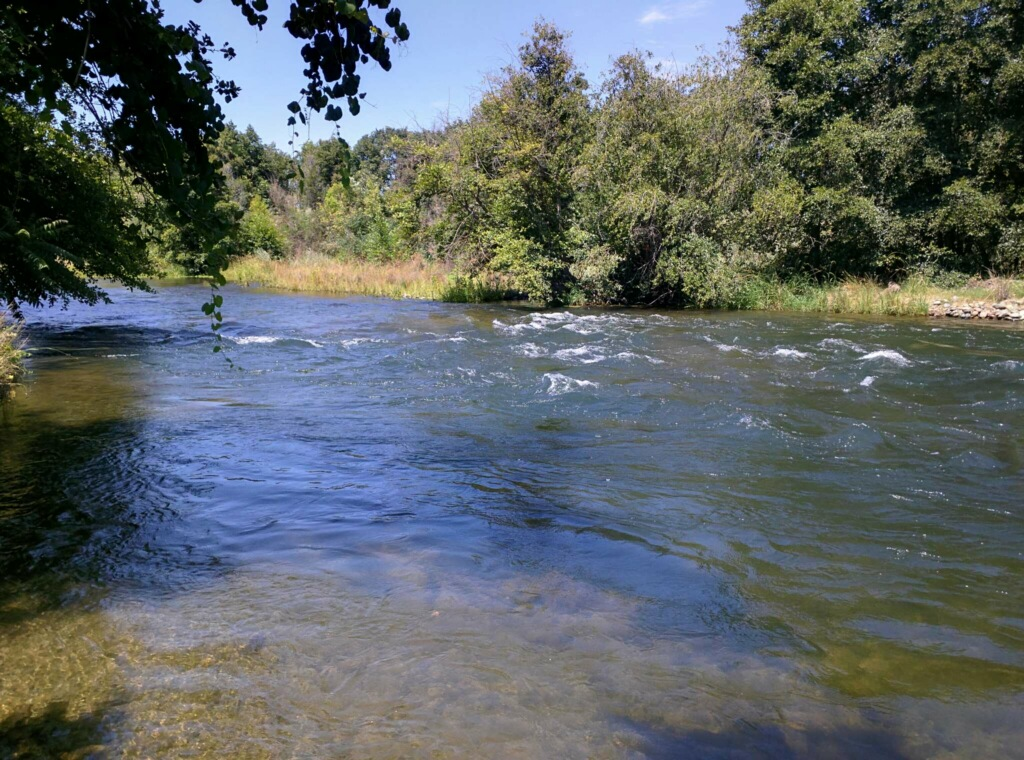
Vista del fiume American dalla William B. Pond Recreation Area

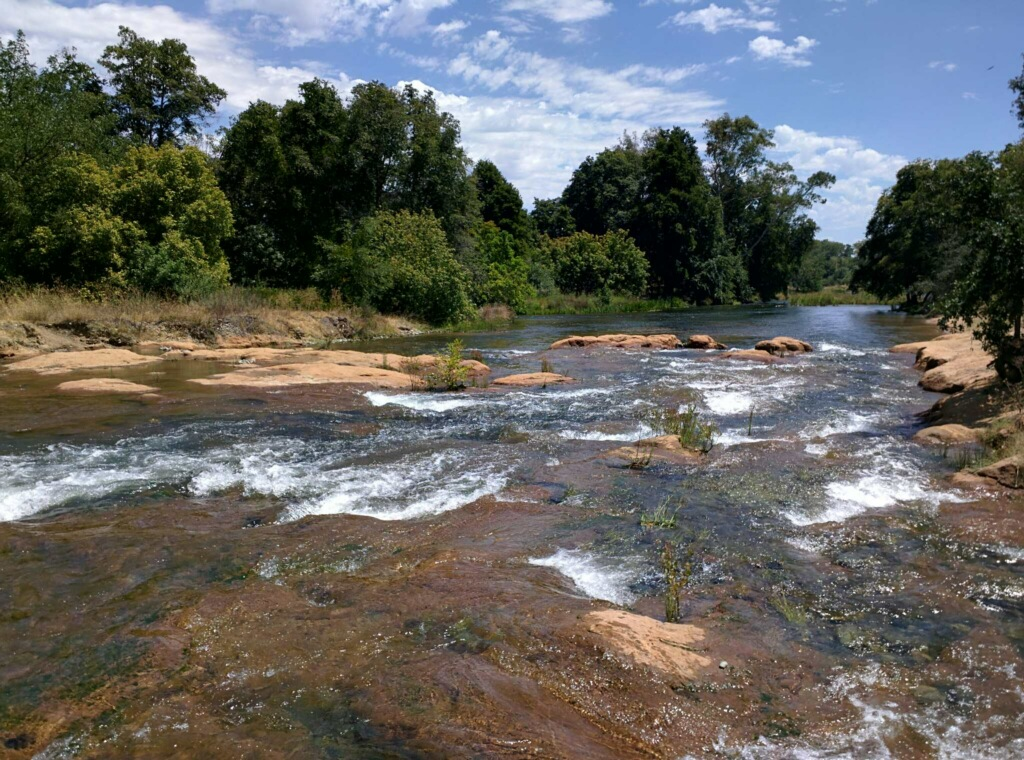
Vista del fiume American dalla William B. Pond Recreation Area

L'American River Conservancy lavora per preservare la fauna selvatica, il suo habitat e le risorse acquatiche e terrestri intorno ai bacini idrografici dei fiumi American e Consumnes. Ha protetto con successo quasi 10150 ettari dall'inizio della sua attività nel 1989. La terra che protegge aiuta la qualità dell'acqua del fiume American conservando e ripristinando prati umidi, zone umide e aree ripariali. Conserva la diversità degli habitat e della biodiversità sostenendo le specie native o endemiche protette che sono elencate come in pericolo o minacciate. L'American River Conservancy protegge lo spartiacque del fiume American per preservare i valori culturali e storici dei sistemi fluviali e dei paesaggi che li circondano. Allo stesso modo si occupa di mantenere l'American adatto alle attività ricreative e alle sue straordinarie viste panoramiche naturali.
L'American River Parkway è un tratto di 37 km lungo l'American e comprende circa 2025 ettari di terrapieno tra il vivaio di pesci Nimbus e il luogo dove convergono il fiume American e il fiume Sacramento. I parchi regionali della città di Sacramento sono proprietari della maggior parte del territorio gestito dall'American River Parkway. Questa zona serve i cittadini di Sacramento e i visitatori con accesso al fiume e ai parchi, aree pic-nic, piste ciclabili e da jogging, sentieri per escursioni e habitat per pesci e animali selvatici.
Il salmone Chinook è una specie di pesce anadromo minacciato che storicamente ha usato il fiume American come luogo per una parte importante del suo ciclo di vita in acqua dolce. Il fiume American, tuttavia, ha perso parte del suo flusso naturale e del letto del fiume a causa di progetti idrici e diversioni. Il progetto American River Salmonid Spawning and Rearing Habitat Restoration, iniziato nel 2008, prevede il posizionamento di ghiaia per fornire un habitat adeguato alle esigenze dei salmonidi per la deposizione delle uova e di allevamento per raggiungere un livello di maturità adatto all'oceano. Dal 2008 al 2012, il posizionamento è stato di 85.880 tonnellate di ghiaia. La ghiaia aumenterà il numero di pesci rossi, generando nidi, lungo il fiume American, il che ridurrà la ritenzione di uova e aumenterà il tasso di nascita e sopravvivenza. Il progetto includeva anche l'introduzione di piccole isole, detriti legnosi sciolti e massi più grandi per far progredire l'habitat di allevamento dei pesci anadromi e aumentare la biodiversità del fiume.

## Ricreazione
Il fiume è utilizzato per una varietà di usi ricreativi. La gente del posto e i visitatori usano il paesaggio scenografico del fiume per il birdwatching, trekking, mountain bike, pesca, rafting, kayak e altro ancora. Sebbene l'American consenta l'uso di piccole imbarcazioni a motore per una parte dell'anno, rimane libero da motoscafi o imbarcazioni che consumano carburante, il che lo rende un fiume pulito e biodiverso in cui le persone possono nuotare in sicurezza e svolgere altre attività ricreative.
Il fiume è noto in particolare per il suo rafting in acque bianche. La diramazione sud ha rapide di Classe III, quella centrale di Classe IV e quella nord di Classe IV. Tutti e tre i fiumi presentano anche sezioni di Classe II. Le aree con rapide presentano ancora splendide viste panoramiche e fauna selvatica, che è ciò che le rende il luogo più popolare per il rafting in California.
L'Ufficio per la valutazione dei pericoli per la salute ambientale della California ha emesso consigli alimentari sicuri basati sui livelli di mercurio e bifenile policlorurato per i pesci catturati dalla sezione del fiume che scorre attraverso la Contea di Sacramento.